# 桑宽
桑宽（法語：Sancoins，法語發音：[sɑ̃kwɛ̃]），法国中部城市，中央-卢瓦尔河谷大区谢尔省的一个市镇，隶属于圣阿芒蒙龙区，其市镇面积为53.52平方公里，2022年1月1日时人口数量为2,941人，在法国城市中排名第3,783位。
桑宽位于谢尔省东南部，欧布瓦河畔，其南侧与阿列省接壤，是一个区域性的中心城市，多个方向的公路在此交汇。

## 地名来源

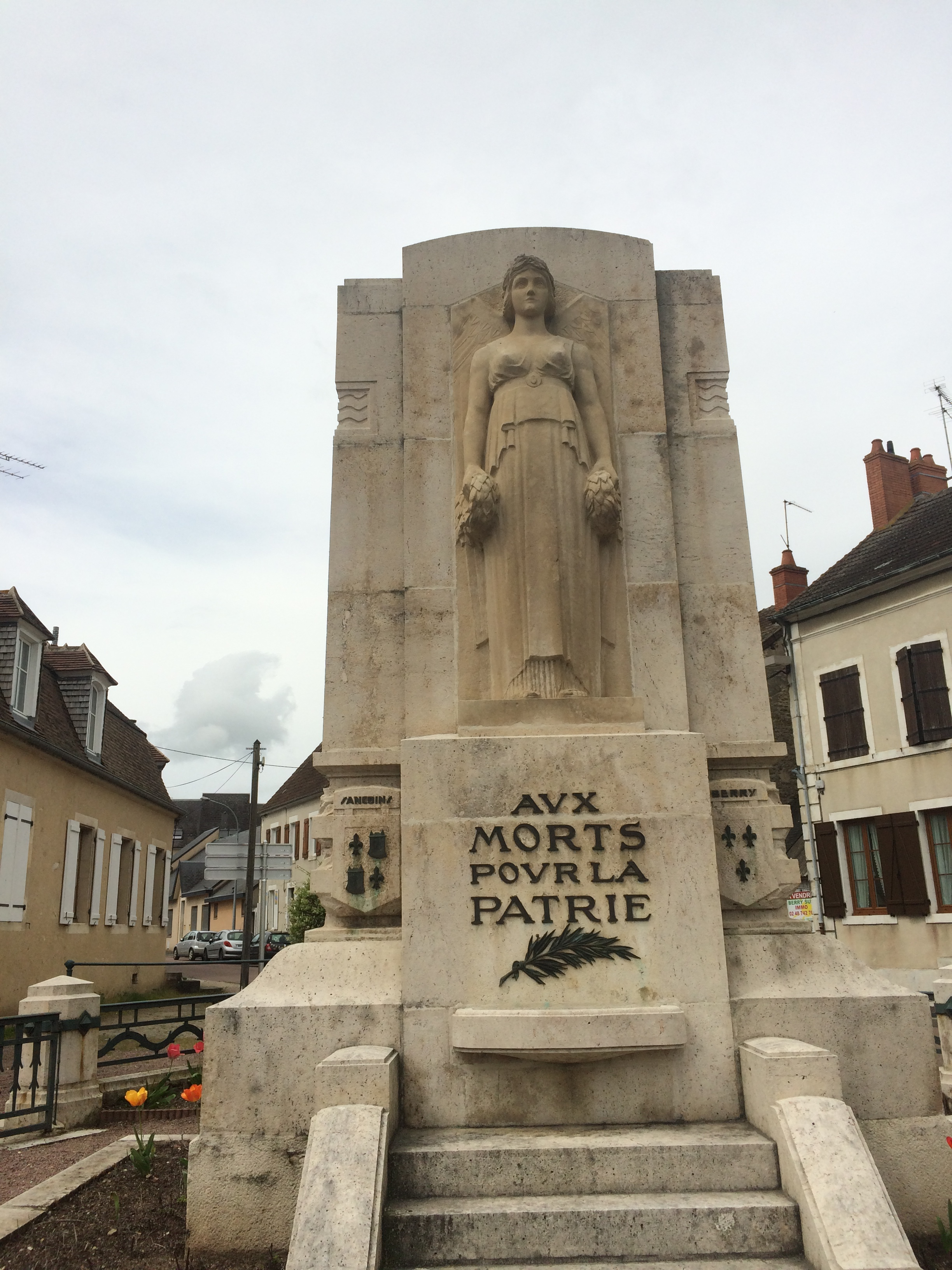
战争纪念碑

“桑宽”一名最初于公元4世纪时以拉丁语“Tincontium”的形式被记载，该名称的来源及含义尚有待考证。

## 历史

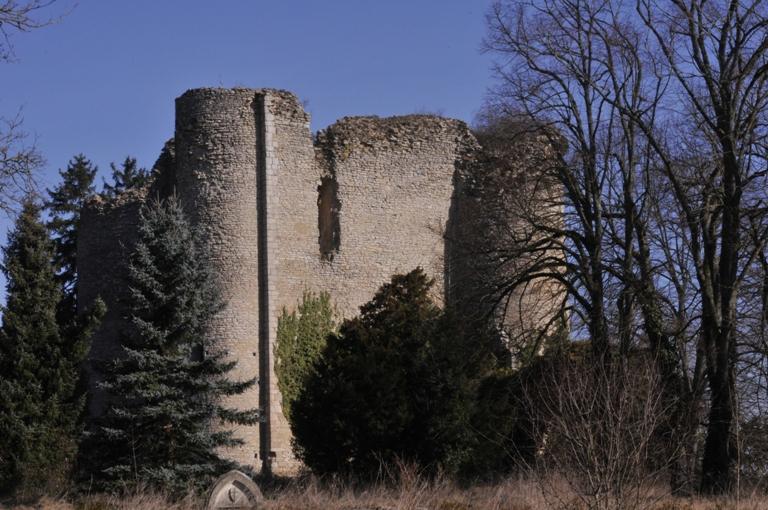
桑宽杜伊碉楼

桑宽的早期历史尚不清楚，古典时期的一条罗马道路曾由此通过。中世纪时曾长期为贝里伯爵的一处领地，当地于13世纪时兴建了城墙和碉楼。英法百年战争期间，圣女贞德曾途径桑宽前往勃艮第。法国大革命后，桑宽成为谢尔省的一个市镇，并在1790至1795年间为一个地区行署。工业革命期间，贝里运河由此通过，于1822年开通。1886年，一条连接桑宽和欧布瓦河畔拉盖尔什的简易铁路建成，但1914年因一战爆发而停止服务，1951年彻底废弃。西班牙内战期间，桑宽接纳了数百名来自西班牙的难民。第二次世界大战初期，划分纳粹占领区和维希法国的分界线从桑宽市区穿过。1974年，桑宽过境快速公路建成通车。

## 地理

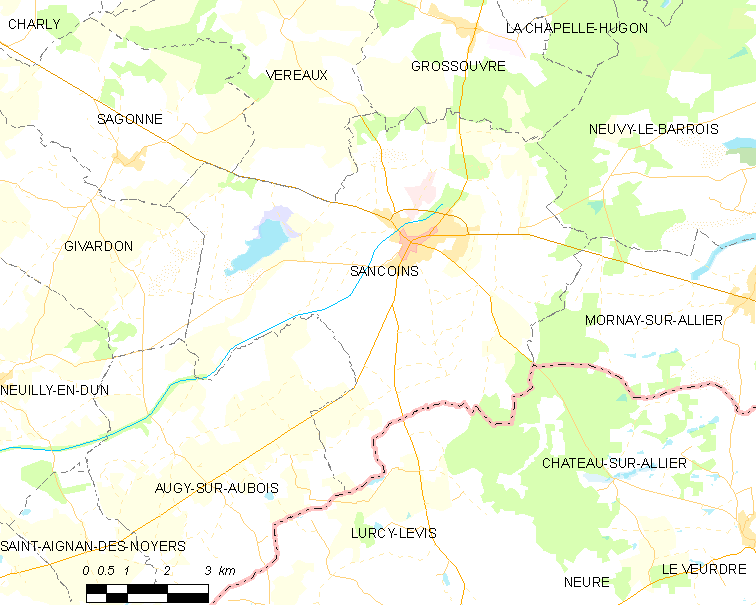
桑宽市镇范围地图

桑宽位于法国中部，中央-卢瓦尔河谷大区东南部和谢尔省东南部，距离省会布尔日大约50公里。与桑宽接壤的市镇包括：萨戈讷、沃罗、格罗苏夫尔、讷维勒巴鲁瓦、日瓦尔东、欧布瓦河畔欧日、阿列河畔莫尔奈、吕尔西莱维和阿列河畔堡。

### 地形
桑宽位于贝里地区东南部，境内以平原为主，市镇中心地势较为平坦，全境海拔在192到233米之间。

### 水文
欧布瓦河自西南向北流经桑宽市区西部，该河是卢瓦尔河的左岸支流。人工开凿的贝里运河与欧布瓦河右岸平行穿过桑宽境内。

### 植被
桑宽属于温带阔叶混交林区，林地多分布于河流附近，以及市镇范围东部的部分区域。
在鲜花城市的评比中，桑宽被评为2星级鲜花城市。

### 气候
桑宽在柯本气候分类法中属于温带海洋性气候（Cfb）。
桑宽境内设有气象站，以下为该气象站的数据（其中日照数据取自讷韦尔）：
| 桑宽1981年－2019年  | 桑宽1981年－2019年 | 桑宽1981年－2019年 | 桑宽1981年－2019年 | 桑宽1981年－2019年 | 桑宽1981年－2019年 | 桑宽1981年－2019年 | 桑宽1981年－2019年 | 桑宽1981年－2019年 | 桑宽1981年－2019年 | 桑宽1981年－2019年 | 桑宽1981年－2019年 | 桑宽1981年－2019年 | 桑宽1981年－2019年 |
| 月份                | 1月                | 2月                | 3月                | 4月                | 5月                | 6月                | 7月                | 8月                | 9月                | 10月               | 11月               | 12月               | 全年               |
| ------------------- | ------------------ | ------------------ | ------------------ | ------------------ | ------------------ | ------------------ | ------------------ | ------------------ | ------------------ | ------------------ | ------------------ | ------------------ | ------------------ |
| 历史最高温 °C（°F） | 19 (66)            | 23.6 (74.5)        | 29.6 (85.3)        | 31.6 (88.9)        | 34 (93)            | 40 (104)           | 41.6 (106.9)       | 42.5 (108.5)       | 36.2 (97.2)        | 31.8 (89.2)        | 25 (77)            | 19.8 (67.6)        | 42.5 (108.5)       |
| 平均高温 °C（°F）   | 6.9 (44.4)         | 8.6 (47.5)         | 12.9 (55.2)        | 16.1 (61.0)        | 20.3 (68.5)        | 23.9 (75.0)        | 26.8 (80.2)        | 26.5 (79.7)        | 22.2 (72.0)        | 17.2 (63.0)        | 10.9 (51.6)        | 7.4 (45.3)         | 16.6 (61.9)        |
| 日均气温 °C（°F）   | 3.5 (38.3)         | 4.2 (39.6)         | 7.3 (45.1)         | 10 (50)            | 14.1 (57.4)        | 17.4 (63.3)        | 19.8 (67.6)        | 19.4 (66.9)        | 15.6 (60.1)        | 12 (54)            | 6.8 (44.2)         | 4 (39)             | 11.2 (52.2)        |
| 平均低温 °C（°F）   | 0 (32)             | −0.2 (31.6)        | 1.8 (35.2)         | 3.8 (38.8)         | 7.9 (46.2)         | 10.9 (51.6)        | 12.7 (54.9)        | 12.3 (54.1)        | 8.9 (48.0)         | 6.7 (44.1)         | 2.7 (36.9)         | 0.6 (33.1)         | 5.7 (42.3)         |
| 历史最低温 °C（°F） | −22.4 (−8.3)       | −20 (−4)           | −13 (9)            | −7.8 (18.0)        | −4.8 (23.4)        | 0.2 (32.4)         | 3.8 (38.8)         | 1.5 (34.7)         | −1.2 (29.8)        | −9.8 (14.4)        | −11.2 (11.8)       | −14.8 (5.4)        | −22.4 (−8.3)       |
| 平均降水量 mm（）   | 52.5 (2.07)        | 49.8 (1.96)        | 54.5 (2.15)        | 46.3 (1.82)        | 56.3 (2.22)        | 61.0 (2.40)        | 73.4 (2.89)        | 68.4 (2.69)        | 53.3 (2.10)        | 62.6 (2.46)        | 66.1 (2.60)        | 63.8 (2.51)        | 708.0 (27.87)      |
| 月均日照時數        | 65.5               | 85.6               | 147.7              | 170.3              | 197.9              | 223.2              | 235                | 227.5              | 180                | 121                | 65.4               | 54.9               | 1,774              |
| 来源：infoclimat.fr |                    |                    |                    |                    |                    |                    |                    |                    |                    |                    |                    |                    |                    |

## 行政区划
桑宽的市镇编号为18242，邮政编号为18600。
在行政管理方面，桑宽隶属于法国中央-卢瓦尔河谷大区谢尔省圣阿芒蒙龙区；在地方选举方面，桑宽是桑宽县的中央投票站所在地，其市镇范围全境被划入谢尔省第三选区；在社会管理方面，桑宽是三行省市镇公共社区的办公驻地。
截至2023年8月，桑宽市镇范围内暂无任何城市敏感街区及城市政策优先街区。
法国国家统计与经济研究所（简称）在进行数据统计时，将桑宽市镇单独设为桑宽城市核心区（Unité urbaine de Sancoins），但未将其划入任何城市区（Aire urbaine）及城市辐射区（Aire d'attraction）。此外，还将桑宽市镇整体看作一个“块区”（IRIS），以便于统计人口分布情况。

## 交通

### 公路
谢尔省省道在桑宽境内交汇。中央-卢瓦尔河谷大区城际客运145线经过桑宽，可前往布尔日；此外还有定制校车线路可前往讷韦尔和圣阿芒蒙龙。
2019年，62.2%的桑宽家庭拥有至少一辆私人汽车。2021年，桑宽境内共发生各类交通事故1起，造成3人受伤。
| 8 | 41 |

|  | 35 |

| 布尔日 | 50 |

| 圣阿芒蒙龙 | 36 |

| 圣皮埃尔勒穆捷 | 17 |

| 欧布瓦河畔拉盖什 | 15 |

| 塞里伊 | 28 |

| 欧龙河畔丹 | 30 |

### 铁路

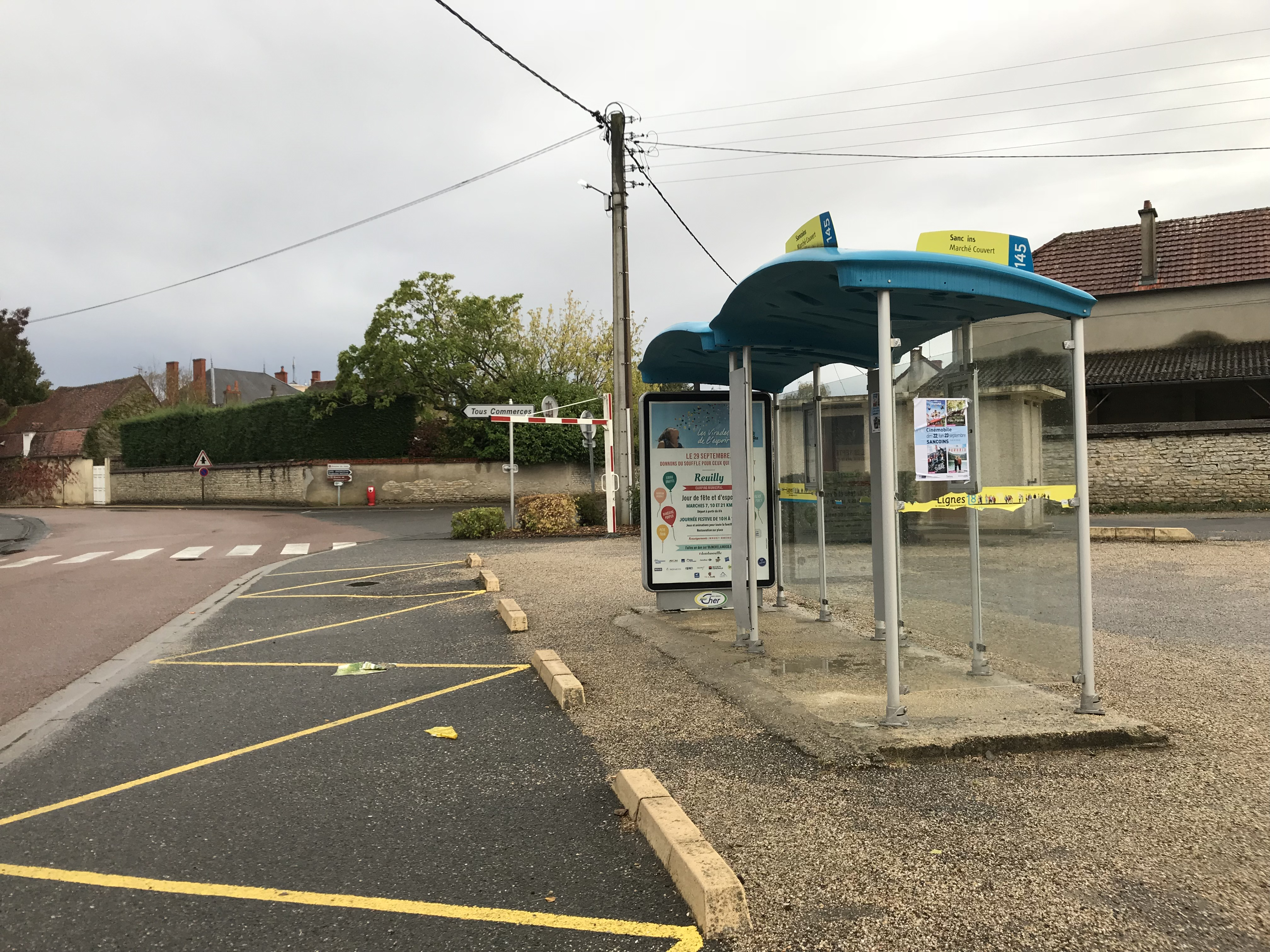
桑宽境内的城际巴士停靠站

距离桑宽最近的运营中的客运铁路车站为16公里外的欧布瓦河畔拉盖尔什站，该站停靠往返于布尔日和讷韦尔一线的区域列车。

### 航空
距离桑宽最近的民用航空站为106公里外的沙托鲁机场，该机场开行不定期包机旅游航线。

### 城市公共交通
截至2023年8月，桑宽暂无城市公共交通系统。

## 政治

### 市政内阁

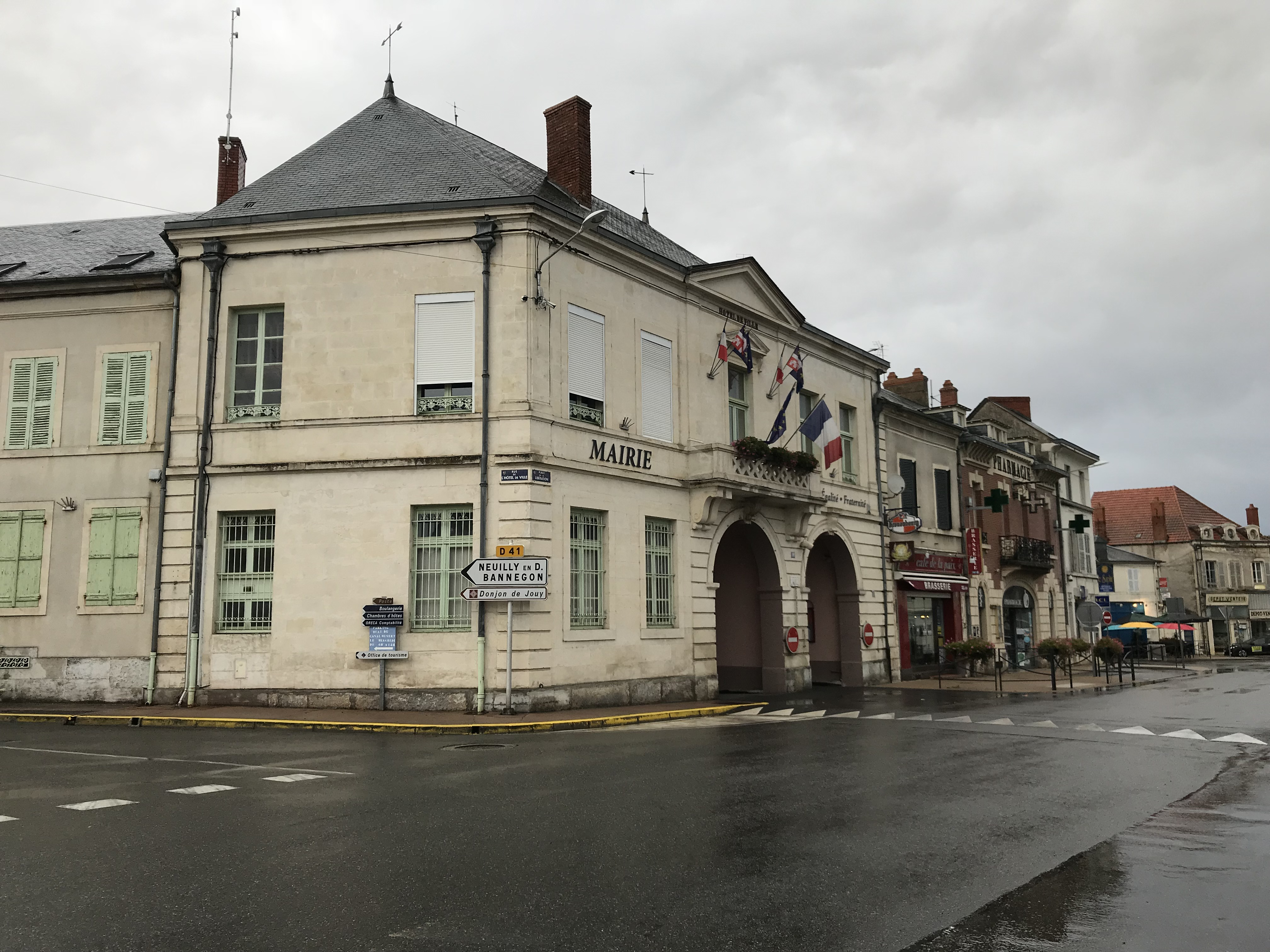
桑宽市政厅

桑宽的现任市长为皮埃尔·居布兰先生（Pierre GUIBLIN），他是社会党的一名成员，在2020年的市政选举中获得了100.00%的支持率（无其他候选人）。
| 桑宽历届市长           | 桑宽历届市长                          | 桑宽历届市长                            |
| 任期                   | 市长                                  | 党派                                    |
| ---------------------- | ------------------------------------- | --------------------------------------- |
| （1965年以前资料暂缺） |                                       |                                         |
| 1965年－1971年         | Jean-Baptiste TOURET 让-巴蒂斯特·图雷 | SFIO工人国际法国支部 →DVG左翼无党派人士 |
| 1971年－1989年         | Pierre CALDI 皮埃尔·卡尔迪            | DVD右翼无党派人士                       |
| 1989年－1995年         | Jean SANDRIN 让·桑德兰                | 無黨籍                                  |
| 1995年－2001年         | Pierre CALDI 皮埃尔·卡尔迪            | DVD右翼无党派人士                       |
| 2001年－2012年         | Raymond JOURDAIN 雷蒙·茹尔丹          | UMP人民运动联盟                         |
| 2012年－               | Pierre GUIBLIN 皮埃尔·居布兰          | PS社会党                                |

### 各级选举
| 桑宽历届投票选举结果 | 桑宽历届投票选举结果 | 桑宽历届投票选举结果 | 桑宽历届投票选举结果 | 桑宽历届投票选举结果             | 桑宽历届投票选举结果 | 桑宽历届投票选举结果 | 桑宽历届投票选举结果             | 桑宽历届投票选举结果 | 桑宽历届投票选举结果 |
| 选举项目             | 选举范围             | 选区单位             | 选区单位内的选举结果 | 选区单位内的选举结果             | 选区单位内的选举结果 | 选区单位内的选举结果 | 选区单位内的选举结果             | 选区单位内的选举结果 | 参考资料             |
| 选举项目             | 选举范围             | 选区单位             | 第一轮胜出者         | 第一轮胜出者                     | 支持率               | 第二轮胜出者         | 第二轮胜出者                     | 支持率               | 参考资料             |
| -------------------- | -------------------- | -------------------- | -------------------- | -------------------------------- | -------------------- | -------------------- | -------------------------------- | -------------------- | -------------------- |
| 2017年法國總統選舉   | 法國                 | 市镇                 |                      | 玛丽娜·勒庞                      | 32.17%               |                      | 埃马纽埃尔·马克龙                | 52.18%               | [ 21 ]               |
| 2017年法国立法选举   | 谢尔省第三选区       | 市镇                 |                      | 洛伊克·凯尔夫朗                  | 29.48%               |                      | 雅恩·加吕                        | 55.28%               | [ 21 ]               |
| 2019年欧洲议会选举   | 法國                 | 市镇                 |                      | 若尔当·巴尔代拉                  | 36.4%                | （不适用）           | （不适用）                       | （不适用）           | [ 23 ]               |
| 2021年法国省级选举   | 谢尔省               | 县                   |                      | 迪迪埃·布吕热尔 玛丽-皮埃尔·里谢 | 69.53%               |                      | 迪迪埃·布吕热尔 玛丽-皮埃尔·里谢 | 65.73%               | [ 24 ]               |
| 2021年法国省级选举   | 谢尔省               | 市镇                 |                      | 迪迪埃·布吕热尔 玛丽-皮埃尔·里谢 | 71.07%               |                      | 迪迪埃·布吕热尔 玛丽-皮埃尔·里谢 | 67.86%               | [ 24 ]               |
| 2021年法国大区选举   |                      | 市镇                 |                      | 弗朗索瓦·博诺                    | 32.97%               |                      | 弗朗索瓦·博诺                    | 41.18%               | [ 25 ]               |
| 2022年法国总统选举   | 法國                 | 市镇                 |                      | 玛丽娜·勒庞                      | 34.68%               |                      | 玛丽娜·勒庞                      | 56.54%               | [ 21 ]               |
| 2022年法国立法选举   | 谢尔省第三选区       | 市镇                 |                      | 蒂博·德拉托克奈                  | 35.98%               |                      | 蒂博·德拉托克奈                  | 53.34%               | [ 21 ]               |

## 人口
2020年，桑宽市镇人口数量为2,943，在法国排名第3,783位。其中男性1,424人，女性1,560人，75岁及以上人口占15.2%，外籍人口数量为37人，人口密度为55人/平方公里，当地居民被称为（男性）或（女性）。2020年，桑宽境内出生16人，死亡人口49人。
| 桑宽1901年－2020年人口变化情况 |
|                                |
| 数据来源：Cassini、INSEE       |

## 经济
桑宽是一个区域性的中心城市。截至2023年8月，桑宽市镇范围内共有各类用人单位（包含自雇）398家，平均历史为20年，其中98.03%为中小型企业（PME），2023年6月至8月间，当地的经济活力指数为-0.25%。（门锁生产）、（五金销售）及（工业设备）是当地2021年营业额最高的三个企业，分别为13,191,381欧元、3,205,067欧元和2,841,292欧元。

## 财政与居民收入
2021年，桑宽的财政收入总额为3,042,540欧元，财政支出总额为2,813,950欧元，当年的债务总额为565,630欧元。2021年，桑宽市镇通过增值税获得127,740欧元的收入，此外当地还共获得了77,300欧元的国家直接财政补助。
2019年，桑宽的人均月收入总额为1,875欧元，其中高级职员为3,008欧元，低于法国平均水平（4,230欧元）；中级职员为2,345欧元，低于法国平均水平（2,411欧元）；普通职员为1,564欧元，亦低于法国平均水平（1,740欧元）。
2019年，桑宽境内的贫困率为21%，青壮年（15至64岁）失业率为18.4%；当地29.2%的家庭拥有纳税资格，平均纳税1,710欧元，低于法国平均水平（4,393欧元）。

## 社会事务

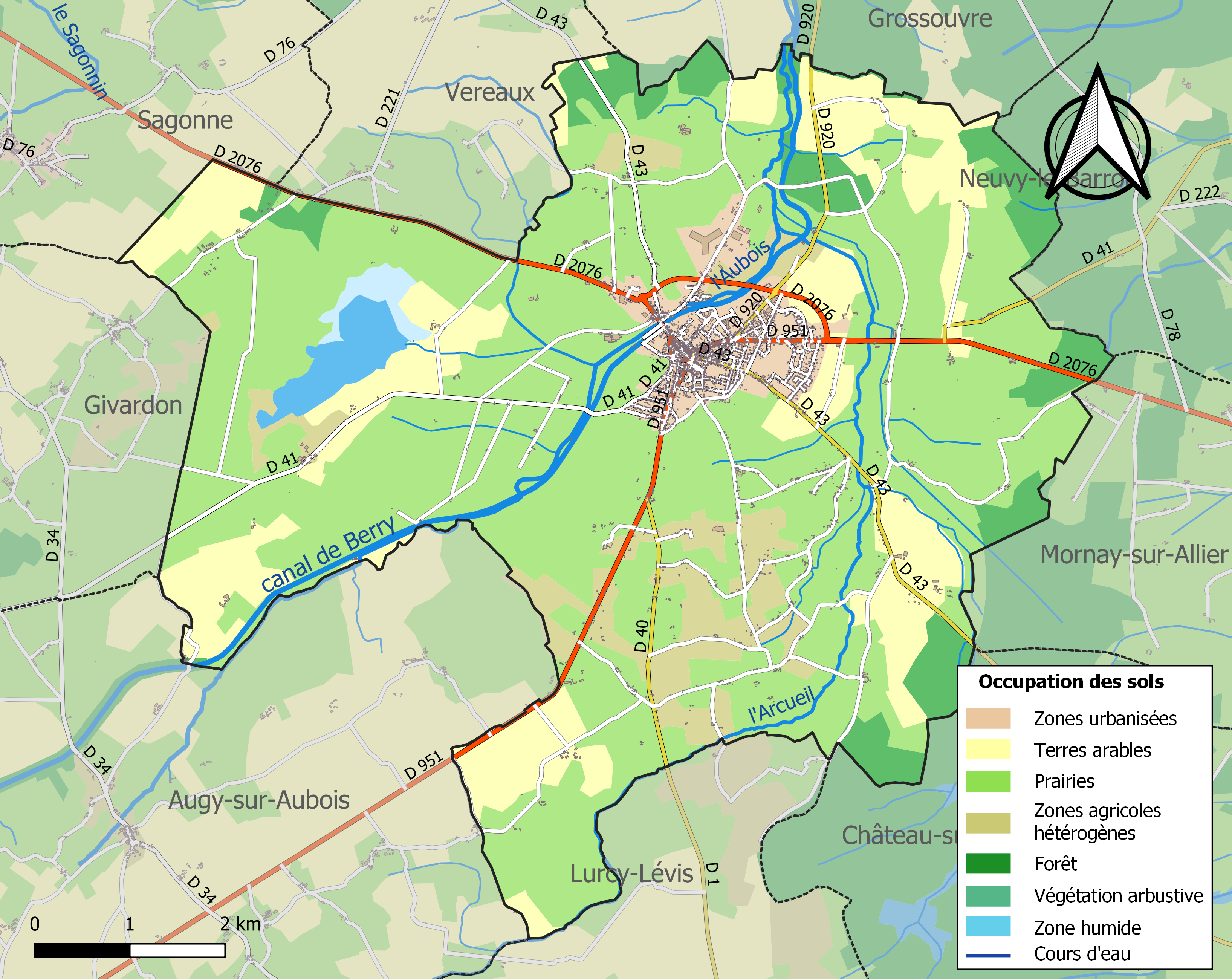
桑宽土地利用情况地图

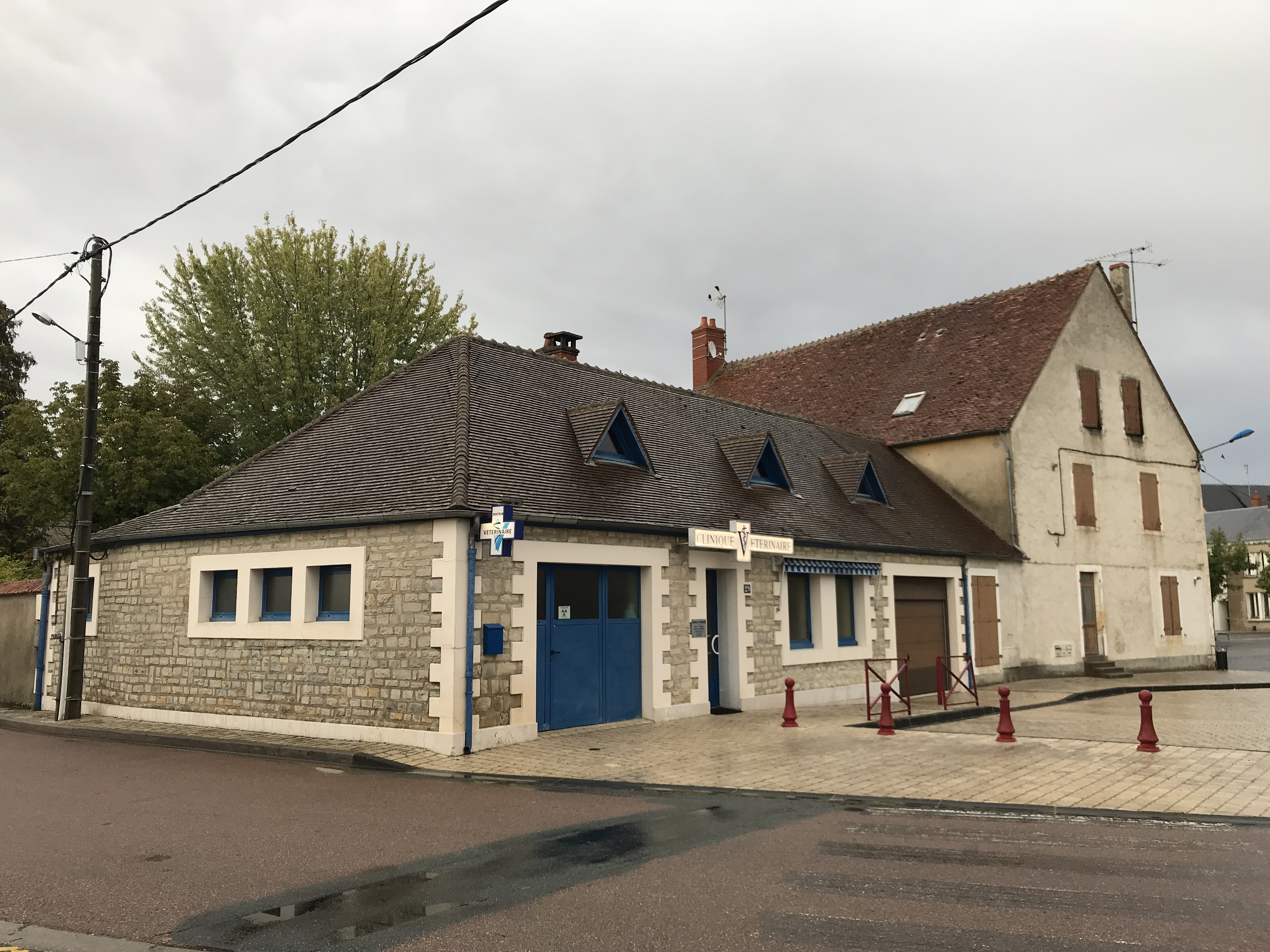
桑宽的医疗中心

### 教育
桑宽属于奥尔良-图尔学区。截至2021年1月1日，桑宽境内共有1所幼儿园、2所小学和1所初级中学。2021至2022学年度，桑宽境内共有在校中等教育阶段学生171名。

### 医疗
截至2021年1月1日，桑宽境内共有全科医生3名、保健师1名、牙医5名、护士6名、药房2家。
桑宽市中心有一处多个医生组成的医疗中心（Cabinet médical）。
距离桑宽最近的区域性医疗机构为“圣阿芒蒙特龙中心医院”（Centre Hospitalier de Saint-Amand-Montrond），其主病区位于圣阿芒蒙特龙，距离桑宽市区的正常车程大约36分钟，该院设有床位112个，是当地规模最大的公立综合性医院。

### 住房
2019年，桑宽境内共有各类住房1,938套，其中90.5%为独立式居民区，8.7%为集中式居民区。常住房屋占桑宽市镇范围内居民建筑总量的77.7%。
在住房保障政策方面，2021年，桑宽境内共有346户家庭获得了住房经济补助，受益人数占总人口数量的11.8%，其中334份为房租补助。

### 商业
2021年，桑宽境内共有各类实体商铺70家，其中餐厅8家、大型超市5家、面包房2家、肉铺3家、装饰品店1家、银行门店2家、美容美发店4家、汽车维修店4家。市区东部建有一家Intermarché超市。

### 体育
2021年，桑宽境内共有1家游泳池、1间体育馆、2座综合体育场、2处网球场、1处足球或橄榄球场以及1处篮球或排球场。
截至2023年8月，桑宽体育之星（Étoile Sportive de Sancoins，编号504978）是桑宽境内唯一的一家注册足球俱乐部，该足球队成立于1922年，其主队2023至2024赛季参加谢尔省足球联赛乙组（法国第十级别），其主场为费朗·迪吕索球场（Fernand Duruisseau）。

### 环境
桑宽的环境事务由其所属的三行省市镇公共社区联合各级政府协调负责。2021年，桑宽境内暂无污染企业。

### 治安
2021年，桑宽市镇范围内有1处宪兵队。
桑宽及其附近的共124个市镇是圣阿芒蒙龙国家宪兵队（zone gendarmerie de Saint-Amand-Montrond）的管辖范围。2020年，该宪兵队累计记录各类案件2,021起，其中盗窃类案件1,040起，经济类案件255起，毒品交易类案件68起。

## 文化

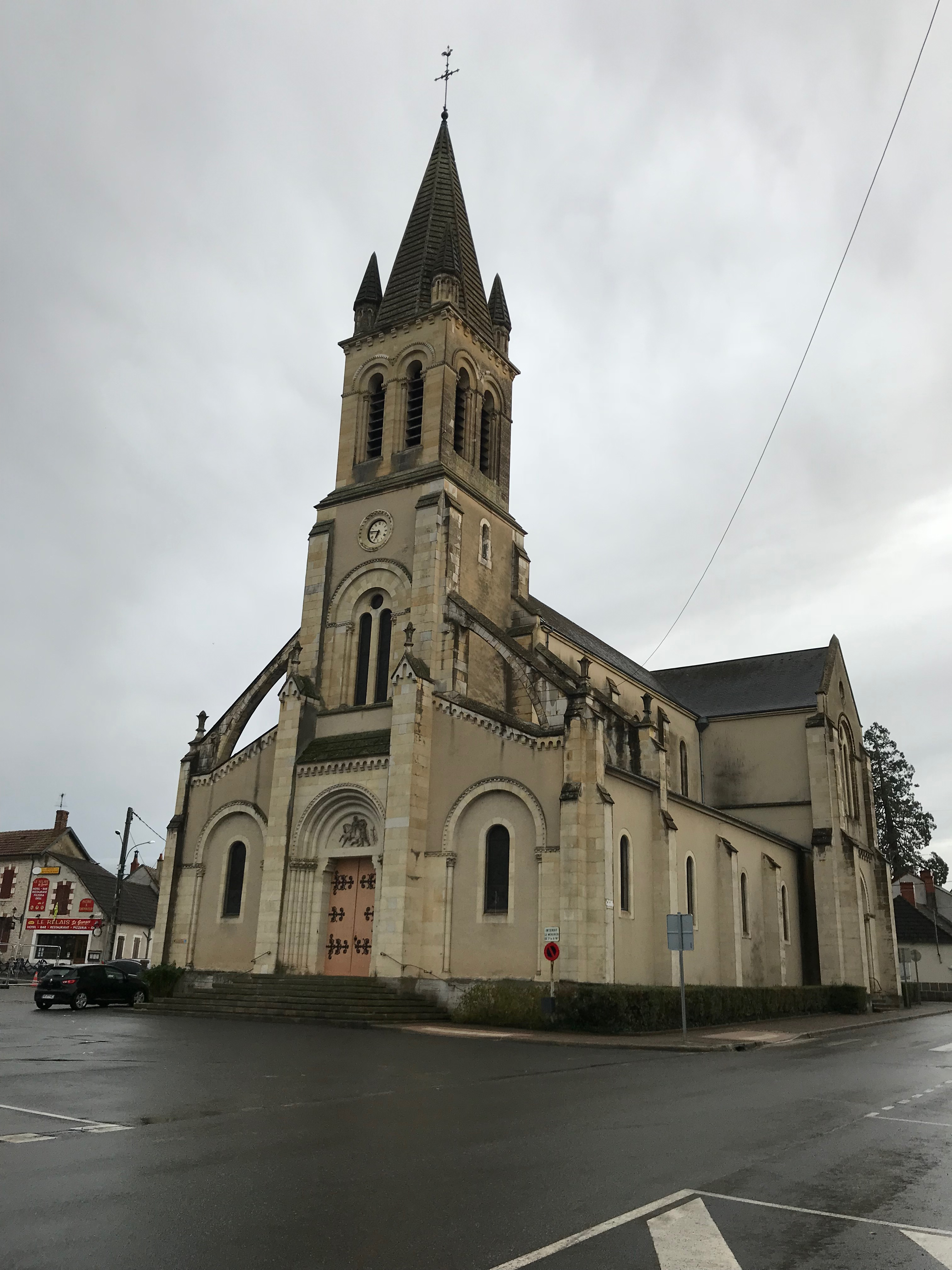
桑宽教堂

2021年，桑宽境内暂无任何文化设施。桑宽境内建有三行省多媒体中心（Médiathèque des 3 Provinces），每周二、三、五、六向公众开放。

### 建筑
桑宽境内有多处历史建筑，其中茹伊碉楼遗址为法国国家文物保护单位，镇中心的圣马丁教堂（Église Saint-Martin de Sancoins）是当地的地标性建筑物。

### 旅游
桑宽的旅游事务由其所属的三行省市镇公共社区负责。2022年，桑宽境内共有2家酒店共计23间房间。

### 媒体
法国主要的媒体均可在桑宽接收，法国电视三台下属的中央-卢瓦尔河谷大区频道在部分时段播出桑宽所在谢尔省的地方新闻。《贝里共和党人报》、蓝色法兰西贝里广播、震动广播等是当地主要的地方性媒体。

## 友好城市
截至2023年8月，桑宽暂未建立任何友好城市关系。